# Spændeblok
En spændeblok er en lille "høvlebænk" uden stel, der undertiden bruges af billedskærere til spænde fast på billedskærerbænken eller arbejdsbordet ved hjælp af en skrue.
Spændeblokken består af en svær bøgeplade, ca. 80-85 cm x 40-45 cm med en række duphuller og en fortang nedfældet i den ene ende.
På fransk kaldes spændeblokken "presse allemande", altså "tysk presse". Den danske spændeblok er tilpasset og forbedret af billedskærer Laurits Jensen, og den kan bevæges i alle horisontale retninger på bord eller bænk, som den i øvrigt spændes på ved hjælp af en skrue.